# Master (pivo)
Master je značka speciálního piva vyráběná pivovarem Velké Popovice, kterou od dubna 2007 nabízí společnost Plzeňský Prazdroj a.s.
Tato značka se vyrábí ve dvou variantách Master polotmavý a Master tmavý. Master polotmavý je 13° pivo obsahující 5,2 % alkoholu a Master tmavý je 18° pivo obsahující 7 % alkoholu. Od června 2010 byl v nabídce značky také Master Zlatý 15° s obsahem 6,7 % alkoholu, v nabídce však byl jen několik let. Pivo se distribuuje do vybraných restaurací v ČR v 15 litrových sudech a je čepováno do speciálních sklenic na stopce s logem produktu o objemu 0,4 l. Od června 2010 navíc přichází Master v lahvi - všechny tři varianty ve speciální lahvi Master o objemu 0,355 l. Tento objem byl stanoven podle staré české objemové jednotky zvané žejdlík.
Piva Master jsou vařena z žateckého chmele.

## Druhy piva značky Master
- Master polotmavý 13° ( 5,2 % vol.) speciální polotmavý ležák
- Master tmavý 18° (7 % vol.) speciální tmavý ležák

V minulosti vařená piva:
- Master Zlatý 15° ( 6,7 % vol.) speciální světlý ležák
- Master Pšeničné pivo bavorského typu (4,7 % vol.)
- Master ALE amerického typu 12° (5,3 % vol.)